# Rörmyrberget
Rörmyrberget är ett naturreservat i Ånge kommun i Västernorrlands län.
Området är naturskyddat sedan 2015 och är 246 hektar stort. Reservatet omfattar Rörmyrberget och myrmark öster om berget. Reservatet domineras av tall.